# さいたま市立太田小学校
さいたま市立太田小学校（さいたましりつおおたしょうがっこう）は、さいたま市岩槻区仲町にある市立小学校である。

## 沿革
(この節の出典)
- 1968年（昭和43年）4月1日 - 旧岩槻小学校分校と岩槻小学校の教室を借用して授業開始
- 1968年（昭和43年）8月28日 - 現在の位置に校舎完成。
- 2005年（平成17年）4月1日 - さいたま市との合併によりさいたま市立太田小学校と改称

## 交通
東武野田線岩槻駅より徒歩16分